# Direkt kostnad
Direkt kostnad är en kostnad som lätt går att urskilja för en specifik kostnadsbärare. Motsatsen kallas indirekt kostnad, eller omkostnad.
Exempel på direkta kostnader kan vara material- eller inköpskostnader, hemtagningskostnader och lönekostnader som är direkt beroende av produktionen av en viss vara.